# مرت يازجي أوغلي
مارت يازجي أوغلي (بالتركية: Mert Yazıcıoğlu)‏ (مواليد 10 مايو 1993م بمدينة إسطنبول)، ممثلٌ تركي.
كانت أولى خطواته الفنية في الدراما التلفزيونية في مسلسل المدينة المفقودة (Kayıp Şehir) في عام 2012م حيث شارك بدور صغير، وفي نفس الأثناء كان قد بدأ تلقي دروس في التمثيل. لقد حالفه الحظ في عام 2013م حيث حصل على أول دور كبير له وجسد شخصية "باران" في مسلسل كاراغول (Karagül) الذي حقق نسب مشاهدة عالية على مدار 4 سنوات. وكان قد ترك يازجي أوغلي دراسته الجامعية من أجل المسلسل حيث كان التصوير في مدينة عنتاب.
بعد انتهاء كاراغول سنة 2016 عاد في الموسم التالي في نفس السنة ليجسد "فرات" في مسلسل لا يمكن تقييد الأمل (Umuda Kelepçe Vurulmaz)، الذي كان أول بطولة له، ولكن لم يستمر العمل طويلا لانخفاض نسب المشاهدة وتم انهائه عند الحلقة 15.
في سنة 2018م شارك في مسلسل الفاتح (Mehmed: Bir Cihan Fatihi) من بطولة كنان إميرزالي أوغلي، وهو مسلسل تاريخي وحربي، عن السلطان العثماني محمد الفاتح. ثم شارك في بطولة مسلسل لتر من الدموع (Bir Litre Gözyaşı).  وقام أيضا ببطولة أول فيلم سينمائي له لعبة جيدة (İyi Oyun) حيث كان أول فيلم من نوعه في تركيا عن مسابقات الألعاب الإلكترونية، وقد حصل الفيلم على العديد من الجوائز مقدمة من مهرجانات دولية.
في سنة 2020 قام بدور "سنان" في المسلسل الشبابي عشق 101 (Aşk 101) من إنتاج شبكة نتفلكس وحقق نجاحا ونسب مشاهدة عالية في تركيا وأنحاء العالم وكان لهذا العمل الفضل في شهرة يازجي أوغلي خارج تركيا.
في سنة 2023 شارك في بطولة مسلسل البراعم الحمراء (Kızıl Goncalar) بجانب أوزغو نامال وأوزجان دينيز، الذي أثار جدلا واسعة لانتقاده الجانب العلماني والطائفي في المجتمع التركي بشكل صريح ولتناوله مواضيع حساسة حيث تم إيقاف العمل عن العرض من قبل الرقابة لمدة أسبوعين وتمت عرقلة التصوير حتى اضطر الإنتاج ببناء مواقع تصوير خاصة لإكمال العمل. المسلسل يحظى بنسب مشاهدة عالية وتمت الإشادة بأداء مارت لشخصية "جنيد" من قبل النقاد والصحفيين كما أن الشخصية حظت بشعبية كبيرة في الشارع التركي وتصدرت "التريند" عدة مرات.
فاز مارت بعدة جوائز أهمها جائزة الفراشة الذهبية لأفضل ممثل.